# Памятник сапёру (Гоздовице)
Памятник сапёру (пол. Pomnik Sapera) — монумент, сооружённый в память о погибших польских сапёрах Второй мировой войны.
Установлен в центре села Гоздовице Грыфинского повята Западно-Поморское воеводство Польша. Рядом находится Музей памяти инженерных войск 1-й армии Войска Польского. В апреле 1945 года сапёры построили здесь понтонный мост через Одер для переправы частей 1-й польской армии (длина 275 м и грузоподъемность 16 тонн). 14-20 апреля 1945 года польские войска перешли реку, готовясь вместе с советскими войсками к Берлинской наступательной операции.
Памятник имеет форму символического элемента понтонного моста с возвышающейся колонной и надписью «Слава павшему сапёру 16 апреля 1945 года», а также фигуры солдата со спасательным кругом и автоматом.
Открыт 16 апреля 1952 года, в 1972 году был реконструирован.